# Eufrosina d'Alexandria
|  | Per a altres significats, vegeu «Eufrosina». |

Eufrosina d'Alexandria (grec antic: Ευφροσύνη) (Alexandria, Egipte, ca. 414 - 470), fou una religiosa alexandrina que va viure com a monjo, vestida d'home. És venerada per diverses confessions cristianes. Probablement, però, es tracta d'un personatge llegendari. La seva història és similar a la de santa Marina el Monjo i altres santes.

## Llegenda
La llegenda es troba a la Vitae Patrum i presenta influències de la novel·la hel·lenística. Eufrosina era filla d'un ric home d'Alexandria (en la tradició catòlica, el seu pare era Pafnuci d'Alexandria i la seva mare, una dona estèril). Fou criada i educada com un noi; s'havia consagrat a Déu en secret i per evitar casar-se amb l'home amb qui havia estat promesa va vestir-se d'home i, fent-se passar per un frare, va ingressar en un monestir on visqué durant 38 anys sota el nom d'Esmeragde. Sota la direcció de l'abat (que era el monjo que va pregar perquè ella mateixa nasqués), va portar una vida modèlica com a monjo.
Pafnuci, que no sabia que Esmeragde era la seva filla, l'havia pres com a guia espiritual per consolar-se de la desaparició d'Eufrosina. Quan va morir Eufrosina, Pafnuci hi era present; en saber que el monjo era una dona, van considerar-la com una santa.

## Veneració
La festa per als ortodoxos és el 25 de setembre, mentre que els catòlics la celebren l'1 de gener; els carmelites la celebren l'11 de febrer. És considerada patrona de les dones homosexuals.
Les restes d'Eufrosina, segons una tradició, eren a l'abadia de Royallieu (Compiègne).